# Trachinocephalus
Genre
Trachinocephalus est un genre de poissons osseux marins de la famille des synodontidés (poissons-lézards).

## Liste d'espèces
Selon FishBase (24 mai 2023) :
- Trachinocephalus atrisignis Prokofiev, 2019
- Trachinocephalus gauguini Polanco Fernandez, Acero P. & Betancur-R., 2016
- Trachinocephalus myops (Forster, 1801)
- Trachinocephalus trachinus (Temminck & Schlegel, 1846)

## Systématique
Le genre Trachinocephalus a été créé en 1861 par le zoologiste américain Theodore Nicholas Gill (1837-1914) avec pour espèce type Trachinocephalus myops (Forster, 1801), initialement décrite sous le protonyme Saurus myops
Trachinocephalus a pour synonymes :
- Goodella Ogilby, 1897
- Trachynocephalus (graphie incorrecte)
- Trichinocephalus (graphie incorrecte)

## Étymologie
Trachinocephalus vient vraisemblablement du latin cephalus « tête » et du nom de la famille des vives (les Trachinidae), faisant référence à la grande similarité entre la forme de la tête des espèces de ce genre avec celles des vives.

## Publication originale
- (en) Theodore Gill, « Catalogue of the Fishes of the Eastern Coast of North America, from Greenland to Georgia », Proceedings of the Academy of Natural Sciences of Philadelphia, Philadelphie, Académie des sciences naturelles de Philadelphie, vol. 13, no 7,‎ 1861, p. 1-63 (ISSN 0097-3157 et 1938-5293, OCLC 1382862, JSTOR 4059578, lire en ligne).